# Voglajna
Die Voglajna (deutsch, historisch: Wogleina) ist ein Fluss in der slowenischen historischen Region Untersteiermark und der Statistikregion Savinjska. Sie ist ein linker Nebenfluss der Savinja. 
Das fischreiche Flüsschen entspringt aus dem Slivnica-Stausee auf dem Gebiet der Gemeinde Šentjur. Der See wird vom Ločnica-Bach gespeist.
Das Gewässer fließt zunächst nach Süden bis zur Ortschaft Slivnica pri Celju, dann nach Norden bis zum Archäologischen Park Rifnik.
Von dort wendet sich der Fluss nach Westen Richtung Celje. Er fließt südlich an Šentjur vorbei, dann durch Celje. 
Die Voglajna mündet im Westen des Burgbergs von Celje in die Savinja.